# Suli Puschban

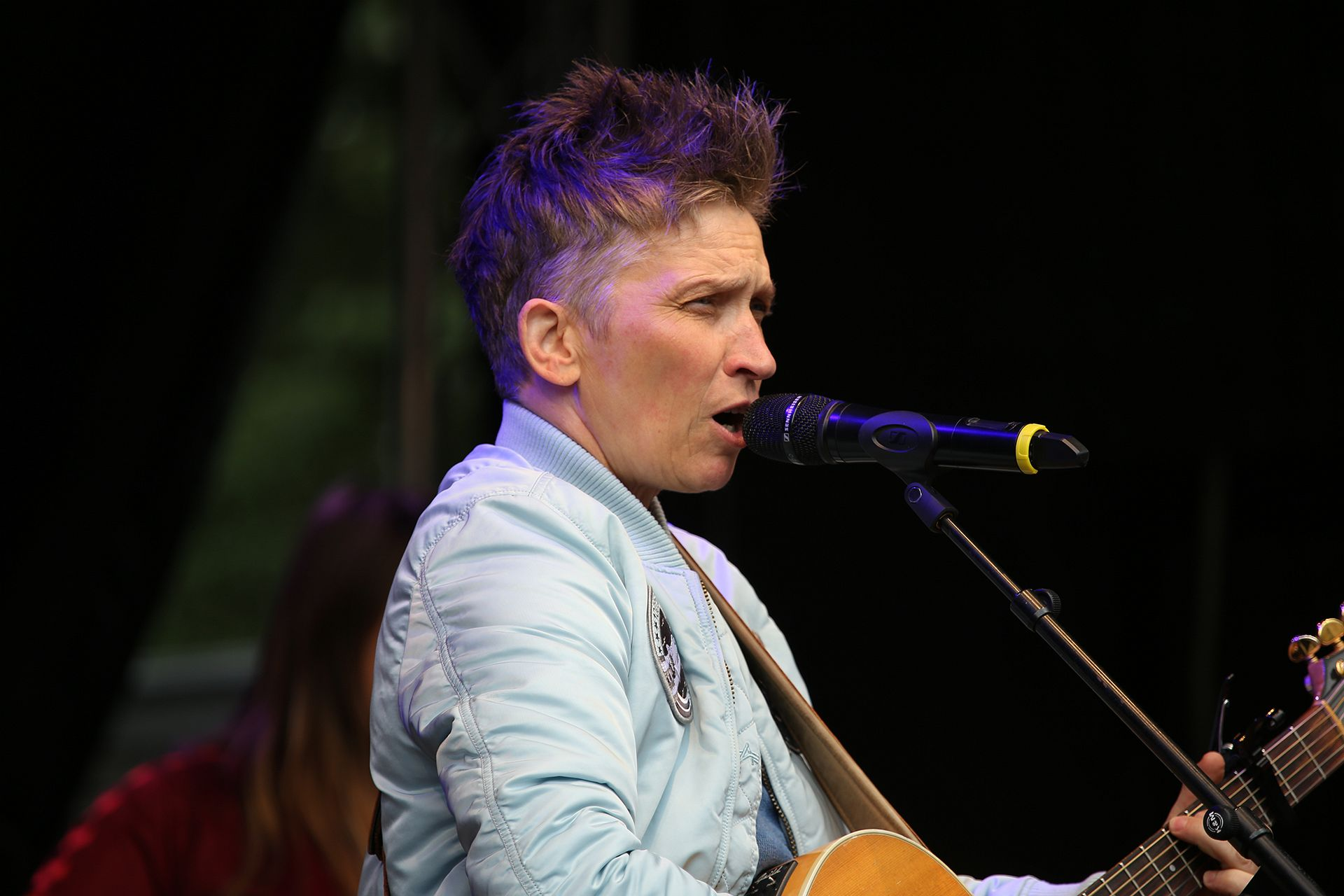
Suli Puschban (2018)

Suli Puschban (geboren um 1975 in Nürnberg) ist eine deutsche Liedermacherin aus dem Bereich der Kinderlieder.

## Werdegang
Suli Puschban wurde in Nürnberg geboren. Aufgewachsen ist sie in Wien. Sie genoss das Klavierspiel ihres Vaters und hörte etwa Tschaikowsky. Wie sie später erklärte, mangels weiblicher Alternativen, war eines ihrer Vorbilder Winnetou. Mit 13 Jahren bekam sie eine Gitarre und entdeckte im Alter von 19 Jahren das Singen und Liederschreiben für sich. Zunächst schrieb sie mangels deutscher Vorbilder nur englische Texte, bis sie von Damals hinterm Mond von Element of Crime zum Schreiben deutscher Texte inspiriert wurde. Noch in Wien studierte sie Pädagogik und arbeitete bei einer Krisenhotline für vergewaltigte Frauen und Mädchen. Seit ihrem Umzug nach Berlin 1994 arbeitet sie als Erzieherin in einem Hort an einer Schule in Berlin-Kreuzberg. So kam sie zur Kindermusik. Ungefähr 1995 wirkte sie bei der Gründung eines Zentrums für Frauen im Umland von Berlin mit, für das sie sich seither engagiert.
Beim Deutschen Musikautorenpreis 2019 setzte sie sich als „Ausnahmeerscheinung als Liedermacherin für Kinder“ in der Kategorie Text Kinderlied unter anderem gegen Deine Freunde und Monika Lakomy durch. Im Jahr 2020 erschienen Porträts in Der Tagesspiegel und der Taz. Sie erhielt zusammen mit dem Komponisten Olaf Taranczewski ein Senatsstipendium und schreibt mit ihm an einem Kindermusical (Stand: 2020).
Puschban lebt zusammen mit ihrer Partnerin, einer südafrikanischen Künstlerin, in einem Wohnprojekt in einem ehemalig besetzten Gebäude in Berlin-Kreuzberg. Sie ist Vorsitzende des Netzwerk Kindermusik e. V., einem Zusammenschluss von etwa 50 Kinderliedermachern, der sich dem Ziel verschrieben hat, Kinder durch Musik zu stärken und das Kulturgut Kinderlied zu pflegen.

## Stil
Puschban schreibt „mal poetische, mal lustige, mal kämpferische“ rocklastige Kinderlieder. Sie verarbeitet in ihren Texten Themen, die ihr bei ihrer Arbeit in der Schule begegnen oder die sie persönlich beschäftigen. Dabei entstehen oftmals gesellschaftskritische Texte, die sie in der feministischen Tradition verortet sieht.
Live-Auftritte (Auswahl)
- Im Barnim Panorama in Wandlitz, 19. Juli 2025, zur Eröffnung der neuen Veranstaltungsreihe Musik im Museum.[5]

## Diskografie
Studioalben
- 2005: Ich Sehe Aus Wie Elvis
- 2008: Geheimagenten
- 2014: Regen und Meer
- 2017: Ich mach jetzt was ich will!
- 2023: Unsere Stadt spricht alle Sprachen

EPs
- 2013: Zeit
- 2017: Dare to Dream

Mit Suli Puschban und die Kapelle der guten Hoffnung
- 2015: Ich hab die Schnauze voll von Rosa
- 2017: Rette mich!!!

## Auszeichnungen
- 2007: 3. Platz beim Deutschen Kinderliederpreis[6]
- 2019: Deutscher Musikautorenpreis in der Kategorie Text Kinderlied[3]